# Tétraiodomercurate(II) de potassium
Le tétraiodomercurate(II) de potassium est un composé inorganique de formule chimique K2[HgI4]. Il est constitué de cations potassium et d'anions tétraiodomercurate(II). C'est l'agent actif du réactif de Nessler, utilisé pour la détection de l'ammoniac.

## Préparation
Le composé cristallise à partir d'une solution chauffée d'iodure mercurique, d'iodure de potassium, et précisément 2 % d'eau dans l'acétone. Une tentative de synthèse avec une solution aqueuse concentrée donnera à la place le monohydrate orange pâle K[Hg(H2O)I3].

## Applications
K2[HgI4] est le précurseur des sels analogues de cuivre et d'argent M2[HgI4] (M=Cu, Ag).

### Réactif de Nessler
Le réactif de Nessler, nommé d'après Julius Neßler (en) (Nessler), est une solution à 0,09 mol/L de tétraiodomercurate(II) de potassium dans de l'hydroxyde de potassium à 2,5 mol/L. Cette solution pâle devient jaune plus foncé en présence d'ammoniac (NH3). A des concentrations plus élevées, un précipité brun dérivé de la base de Millon (en) (HgO*Hg(NH2)Cl) peut se former. La sensibilité en tant que test ponctuel (en) est d'environ 0,3 μg de NH3 dans 2 μL.
NH4+ + 2 [HgI4]2− + 4 OH− → HgO*Hg(NH2)I↓ + 7 I− + 3 H2O
Le précipité brun n'est pas entièrement caractérisé et pourrait varier de HgO*Hg(NH2)I à 3HgO*Hg(NH3)2I2.

### Solution de Thoulet
La solution aqueuse de tétraiodomercurate de potassium (composée de 1 partie d’iodure de mercure(II) et de 1,24 partie d’iodure de potassium d’une densité maximale de 3,196 g/cm³) est également connue sous le nom de solution de Thoulet. Nommée d’après le minéralogiste français Julien Thoulet (1843-1936), la solution peut être utilisée comme liquide lourd pour déterminer la densité des minéraux et pour séparer les mélanges minéraux.